# Даньславля
Даньсла́вля — улица в Великом Новгороде. Расположена на Софийской стороне, на территории исторического Неревского конца.
Начинается от левого берега реки Волхов. Проходит в западном направлении между областным Драмтеатром и гостиницей «Интурист» до т-образного перекрёстка с улицей Тихвинской. Протяжённость — 350 м.

## История
Впервые упоминается в Новгородской первой летописи под 6850  (1342) годом:
Того же лѣта загорѣся в Новѣгородѣ на Даньславли улици, и погорѣ по берегу и до гребли, а в гору до святых 40 и досвятых Кузмы и Дамиана …
В древности называлась Дославля, затем Досланя (так исказилось в позднем Средневековье название улицы). 
В современном виде образовалась в XVIII веке в результате перепланировки города. С XVIII по XX век носила имя Яковлевская по имени стоявшей там церкви св.Якова. 
12 сентября 1991 года решением Новгорсовета народных депутатов древнее название улицы было восстановлено.
Западная половина Даньславли застроена двухэтажными жилыми домами.

## Достопримечательности
- Досланьский раскоп